# Закон України «Про попереднє ув'язнення»
Закон України «Про попереднє ув'язнення» — закон України, який визначає порядок відбування обвинуваченою або підозрюваною у вчиненні злочину особою (а також підсудною і засудженою) запобіжного заходу у виді попереднього ув'язнення. Закон ухвалено 6 червня 1993 року, введено в дію з 8 серпня 1993 року.
Закон «Про попереднє ув'язнення» пов'язаний із нормами Кримінального процесуального кодексу (розділом про запобіжні заходи), Кримінально-виконавчого кодексу України (в частині про порядок відбування покарання у слідчому ізоляторі, переведення зі слідчого ізолятора до виправної колонії), Положення про порядок короткочасного затримання осіб, підозрюваних у вчиненні злочину (в частині про порядок залишення в ізоляторі тимчасового утримання осіб, узятих під варту, та інші перехідні положення). Складається закон з 22 статей.
Законом регулюються порядок переведення взятих під варту осіб до місць попереднього ув'язнення (переважно це слідчі ізолятори, гауптвахти) з інших кримінально-процесуальних або кримінально-виконавчих установ і навпаки, режим, медичне, побутове, матеріальне забезпечення утримуваних осіб; правила тримання осіб залежно від їх статі, віку, колишнього місця роботи, злочину, у вчиненні якого вони підозрюються, процесуального статусу (наприклад, обвинувачений і підсудний); права та обов'язки взятих під варту осіб; порядок надання побачень, листувань і подання скарг. Крім того, відповідно до норм Кримінального процесуального кодексу, цим законом регулюється порядок звільнення взятих під варту осіб, а також обов'язки персоналу місць попереднього ув'язнення, прокурорський нагляд за додержанням норм цього та інших законів щодо взяття під варту.